# Bejahung
La cosiddetta affermazione nietzschiana (in tedesco: Bejahung) è un concetto filosofico sviluppato dal filosofo e scrittore tedesco Friedrich Nietzsche. Una formulazione esemplare di questo tipo di affermazione può essere ricercata nel Nachlass di Nietzsche:
(Friedrich Nietzsche, La volontà di potenza.)

## Interpretazione di Derrida
Jacques Derrida alloca questo concetto e lo applica in particolare al linguaggio, alla sua struttura e al gioco. Questa applicazione riconosce che vi è, infatti, nessun centro o di origine all'interno del linguaggio e delle sue molte parti, senza un terreno solido da cui partire per fondare qualsiasi verità. Questo ammortizzatore permette la confutazione di due reazioni nella filosofia di Derrida: quella più negativa, la risposta malinconica, che egli designa come rousseauiana, o l'affermazione nietzschiana più positiva sulla prospettiva di Rousseau si concentra sul decifrare la verità e l'origine della lingua e dei suoi molti segni. La risposta di Derrida a Nietzsche, tuttavia, offre una partecipazione attiva con questi segni e arriva, nella filosofia di Derrida, una risposta più decisa al linguaggio.
Nell'opera Struttura, Segno, e Gioco, Derrida articola la prospettiva di Nietzsche come l'affermazione gioiosa del gioco del mondo e l'innocenza del divenire, l'affermazione di un mondo di segni senza colpa, senza verità e senza origine che viene offerto ad un'interpretazione attiva.
In sostanza, Derrida non solo incoraggia il lavoro di Nietzsche, ma si evolve nella sfera del linguaggio; così facendo, Derrida acquisisce e impiega l'ottimismo di Nietzsche nel suo concetto di gioco: "la sostituzione di determinati ed esistenti, presenti, pezzi". Gran parte di questo spirito risiede nel l'abbandono di ogni sorta di nuovo umanesimo. Questa accettazione dell'inevitabile consente un notevole sollievo - evidente nella designazione della perdita del centro come non-centro - così come l'occasione per affermare e coltivare il gioco, che consente all'umanità e alle scienze umane "di passare al di là dell'uomo e dell'umanesimo".